# 许胜
许胜（1931年—2022年7月6日），河北迁安人，中国人民解放军中将，曾任总后勤部副政治委员。

## 生平
许胜1942年参加抗日儿童团，1945年参加革命工作，1947年入伍，1948年加入中国共产党。解放战争初期，他历任公务员、办事员、见习参谋、参谋等职，先后参加了辽沈、平津战役和湖南衡宝战役，赴湘南、湘西剿匪。中华人民共和国成立后，他历任副股长、股长、团副参谋长、学员、营长、参谋、科长、副处长、处长、师参谋长、师长，第四十六军副军长、军长，济南军区后勤部部长，中国人民解放军后勤学院副院长、政治委员等职，参加了抗美援朝。他1988年被授予少将军衔，1990年晋升为中将军衔。
他还是第六届、八届全国人民代表大会代表，第九届全国人民代表大会代表、华侨委员会委员。
2022年7月6日，许胜因病医治无效，于北京逝世，享年91岁。新华社于7月18日发布讣告，后刊登在7月21日的《解放军报》与7月25日的《人民日报》。

## 荣誉
- 中国人民解放军胜利功勋荣誉章